# Бавдек
Бавдек (словен. Bavdek) — поселення в общині Велике Лаще, Осреднєсловенський регіон, Словенія. 
Висота над рівнем моря: 526,9 м.